# Prandtl–Glauert-szingularitás

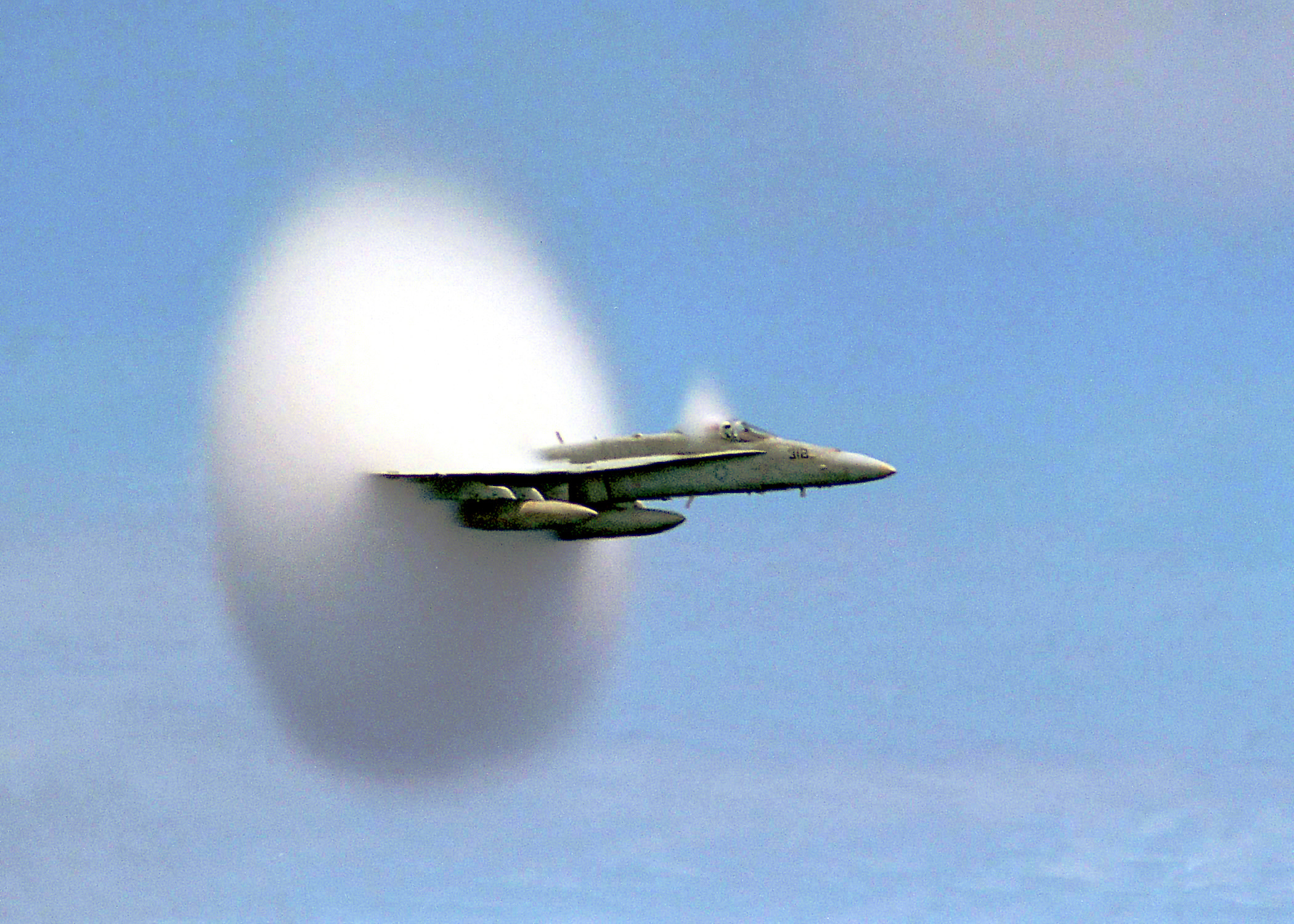
Egy F/A-18 Hornet harci repülőgép átlépi a hangsebességet

A Prandtl–Glauert-szingularitás egy természeti jelenség, mely akkor fordul elő, ha egy repülő objektum eléri a hangsebességet, és a hangforrással megegyező sebességgel haladó hangrezgések összezsúfolódnak. A levegőben található pára két, nagynyomású levegőréteg közé préselődik és kicsapódik, ha a benne haladó objektum átlépte a hangsebességet. Az ennek következtében hallható hangrobbanás egy energiatorlódás, melyet egy párakúp kísér, és a kondenzáció következtében egy vékony, fehér felhő alakul ki.

## Elméleti háttér
A tárgyalt szingularitás a Prandtl–Glauert-transzformáció azon jóslata, miszerint egy hangsebességet megközelítő objektum környezetében végtelen nyomásértékek jelentkeznek. A transzformáció csak hangsebességnél kisebb sebességgel haladó testekre alkalmazható, jellemzően 0,7 M alatt, így a jelzett szingularitás hangsebességnél nem jelentkezik. Ez a fogalom kapcsolódik ahhoz a korai 20. századi hithez, miszerint a hangsebesség nem átléphető.
{\displaystyle c_{p}={\frac {c_{p0}}{\sqrt {|1-{M_{\infty }}^{2}|}}}}
ahol
- cp összenyomható kompresszibilitási együttható,
- cp0 nem összenyomható kompresszibilitási együttható,
- M∞ zavartalan áramlási Mach-szám.

Így a Prandtl–Glauert-szingularitás értelmében
{\displaystyle \lim _{M_{\infty }\to 1}c_{p}=\infty }